# Wenhaston
Wenhaston est un village du comté anglais du Suffolk. Il fait partie de la paroisse civile de Wenhaston with Mells Hamlet.
L'église du village, dédiée à Pierre, a été construite au XIVe siècle. Elle est inscrite en 1966 comme « grade I » sur la liste du patrimoine britannique.

## Personnalités liées au village
Le compositeur Gordon Crosse y a vécu et y est mort en novembre 2021.